# A Sphere in the Heart of Silence
| Оценки критиков | Оценки критиков |
| Источник        | Оценка          |
| --------------- | --------------- |
| AllMusic        | [ 1 ]           |
| Cokemachineglow | 73%             |
| DIY             | [ 3 ]           |

A Sphere in the Heart of Silence (с англ. — «Сфера в Сердце Безмолвия») — совместный студийный альбом американских музыкантов Джона Фрушанте и Джоша Клингхоффера, выпущенный 23 ноября 2004 года на Record Collection. Это пятый из шести альбомов, выпущенных с июня 2004 до февраля 2005. Альбом состоит в основном из электронного материала.

## Об альбоме
Фрушанте отмечает: "Это электронная музыка, но гораздо более сырая. Мы записывали её так же, как и Inside of Emptiness — со всеми неконтролируемыми качествами, к которым я стремился в своём стиле игры и записи, — но мы использовали электронные инструменты. Есть несколько техно-композиций с кричащим вокалом в стиле панк-рока. Альбом состоит всего из семи песен, но длится около тридцати восьми минут".
11 декабря 2012 года виниловое издание пластинки было выпущенно на лейбле Record Collection. Эти переизданные пластинки весом 180 грамм доступны для скачивания в любом из форматов альбома — MP3 или WAV.

## Список композиций
Издание на Виниле
Слова и музыка всех песен — Джон Фрушанте и Джош Клингхоффер.
| №                   | Название                | Перевод             | Длительность |
| ------------------- | ----------------------- | ------------------- | ------------ |
| 1.                  | «Sphere» (инструментал) | Сфера               | 8:29         |
| 2.                  | «The Afterglow»         | Послесвечение       | 5:19         |
| 3.                  | «Walls»                 | Стены               | 6:19         |
| Общая длительность: | Общая длительность:     | Общая длительность: | 20:07        |

| №                   | Название            | Перевод             | Длительность |
| ------------------- | ------------------- | ------------------- | ------------ |
| 4.                  | «Communique»        | Коммюнике           | 6:55         |
| 5.                  | «At Your Enemies»   | На Твоих Врагов     | 4:23         |
| 6.                  | «Surrogate People»  | Суррогатные Люди    | 5:19         |
| 7.                  | «My Life»           | Моя Жизнь           | 1:35         |
| Общая длительность: | Общая длительность: | Общая длительность: | 18:12        |

## Участники записи

### Музыканты
- Джон Фрушанте — программирование барабанов (1, 3, 5), белый шум (1), гитара (1, 5, 6), акустическая гитара (6), вокал (2, 3, 7), бэк-вокал (2, 3, 6), синтезатор (4, 5), синтезаторные струнные (3), барабанные вставки (3), пианино (7)
- Джош Клингхоффер — струнные (1), гитара (1, 2, 5, 6), бас-гитара (2, 5, 6), синтезатор (2, 5, 6), одно-нотный синтезатор (3), ударные (3, 6), барабанные зацикливания (2), вокал (4, 5, 6), бэк-вокал (3), пианино (4)

### Продюсирование
- Джон Фрушанте — продюсер
- Джош Клингхоффер — продюсер
- Райан Хьюит — звукорежиссёр, сведение
- Крис Рейнольдс — ассистент звукорежиссёра
- Джейсон Госсман — ассистент звукорежиссёра
- Берни Грундман — мастеринг
- Дэйв Ли — оборудование

### Оформление
- Лола Монтес Шнабель — фотография
- Майк Писцителли — дизайн
- Джон Фрушанте — дизайн